# Walter H. Pehle
Walter H. Pehle (* 8. Februar 1941 in Düsseldorf; † 28. März 2021 in Buchschlag) war ein deutscher Verlagslektor und Historiker. Er arbeitete im S. Fischer Verlag, wo er von 1988 bis zu seinem Ausscheiden aus dem Verlag im Jahr 2011 Herausgeber der allgemein unter dem Namen Schwarze Reihe bekannten Buchreihe Die Zeit des Nationalsozialismus war.

## Leben und Wirken
Pehle wurde 1941 als Sohn des Regierungsbaudirektors Georg Pehle und dessen Frau Luise, geb. Tschann, in Düsseldorf geboren. Nach dem Abitur am Staatlichen Max-Planck-Gymnasium Düsseldorf 1963 begann er nach Wehrdienst und einer kaufmännischen Lehre 1966 das Studium der Germanistik, Geschichte und Philosophie an der Universität zu Köln, wo Theodor Schieder sein wichtigster Lehrer wurde. 1970 wechselte er an die Heinrich-Heine-Universität Düsseldorf und wurde ebendort 1976 bei Wolfgang J. Mommsen mit einer Arbeit über Die nationalsozialistische Machtergreifung im Regierungsbezirk Aachen unter besonderer Berücksichtigung der staatlichen und kommunalen Verwaltung 1922–1933 promoviert. Im Jahr darauf trat er in den Frankfurter S. Fischer Verlag als Lektor ein. Zunächst betreute er die Fachgebiete Pädagogik und Psychologie, ab 1978 den Bereich Zeit- und Kulturgeschichte. Im Zuge einer Umstrukturierung des Verlagsprogramms betraute die Verlegerin Monika Schoeller Pehle mit der Herausgabe der Buchreihe Die Zeit des Nationalsozialismus. Diese Reihe, wegen ihrer Umschlaggestaltung bekannt unter dem Namen Schwarze Reihe, wurde zur weltweit größten ihrer Art und „wirkt als mächtiger Sperrriegel gegen das Vergessen und Verdrängen.“ (Volker Ullrich, Die Zeit).
Darüber hinaus entwickelte Pehle zusammen mit dem Herausgeber Wolfgang Benz und mit Rebekka Habermas das Konzept der internationalen Buchreihe „Europäische Geschichte“, in der seit 1996 36 Bände erschienen sind.
Ab 1990 hatte Pehle einen Lehrauftrag am Institut für Zeitgeschichte der Universität Innsbruck (ab 1993 als Lehrbeauftragter) und hielt Lehrveranstaltungen zur Buch- und Verlagsgeschichte sowie zur Arbeit in Buchverlagen ab. Ende 2003 erhielt er dort, zunächst auf vier Jahre befristet, die Lehrbefugnis (venia docendi) als Honorarprofessor für das Fach Zeitgeschichte, Anfang 2008 wurde er zum Honorarprofessor ernannt. Pehle starb im März 2021 im Alter von 80 Jahren.

## Ehrungen und Auszeichnungen
- Goethe-Plakette der Stadt Frankfurt am Main (1997)
- Verdienstorden der Bundesrepublik Deutschland
  - Verdienstkreuz am Bande (2001)
  - Verdienstkreuz 1. Klasse (2007)

## Veröffentlichungen
- Zwei Buchreihen: Die „Europäische Geschichte“ und die „Schwarze Reihe“. Erfahrungsbericht, zwei Beobachtungen und ein Vorschlag. In: Geschichtswissenschaft und Buchhandel in der Krisenspirale? Eine Inspektion des Feldes in historischer, internationaler und wirtschaftlicher Perspektive (= Historische Zeitschrift. Beihefte, Neue Folge, Bd. 42), München 2006, S. 189–209.